# Supplemental Restraint System
Das Supplemental Restraint System (SRS; deutsch „Ergänzendes Rückhaltesystem“), irrtümlich auch Sicherheitsrückhalte-System genannt, bezeichnet die Einheit aus verschiedenen passiven Sicherheitselementen im Automobilbau. Es soll für die optimale Insassensicherheit im Falle eines Crashs sorgen. Üblicherweise werden Airbagabdeckungen mit SRS beschriftet.
Insbesondere das Zusammenspiel der Gurtstraffer mit dem Airbag ist auf ein funktionierendes SRS angewiesen, da beide Komponenten nur bei exaktem Timing ihre Sicherheitsfunktion voll erfüllen können.
Das dauerhafte Leuchten der SRS-Kontrollleuchte im Kombiinstrument weist auf einen Defekt im System hin. Dies tritt auch nach einem Unfall auf, bei dem bspw. der Gurtstraffer gezündet wurde.